# Glafira
Glafira (en griego: Γλαφύρα; nació alrededor del 35 a. C. y murió en el 7 d. C.) fue una princesa de Anatolia nacida en Capadocia y por medio del matrimonio estaba relacionada con la dinastía herodiana.

## Familia y primeros años de vida
Glafira era una princesa con ascendencia griega, armenia y persa. Su padre era el rey aliado de los romanos Arquelao de Capadocia, y su único hermano era Arquelao de Cilicia. Su abuelo paterno era Arquelao, un aliado de Roma y rey-sacerdote del templo de Comana, Capadocia, mientras que su abuela paterna, de la que tomó el nombre, era la  hetera Glafira. Los reyes-sacerdotes de Comana eran descendiente de Arquelao, el general de alto rango favorito de Mitrídates VI del Ponto, y su posible yerno.
La madre de Glafira, la primera esposa de Arquelao, fue una princesa armenia cuyo nombre se desconoce y que murió en 8 a. C. Pudo haber sido una hija del rey Artavasdes II de Armenia, el cual era hijo de Tigranes el Grande y de Cleopatra del Ponto. Esta Cleopatra era hija de Mitrídates VI y de su primera esposa y hermana Laodice. Si es así, los padres de Glafira pueden haber sido parientes lejanos.
Nació y creció en Capadocia. En 25 a. C. el emperador Augusto cede a Arquelao territorios extras para gobernar, incluyendo el puerto Eleusa Sebaste, que Arquelao renombra en honor de Augusto. La familia real se establece allí, y Arquelao construye una residencia real y un palacio en la isla en el puerto. Glafira mantenía el título de «hija del rey», que reflejaba su ascendencia y su nacimiento real. Era una mujer atractiva y dinámica, tenía una reputación de ser encantadora, deseable y una fuerza a tener en cuenta.

## Primer matrimonio
Augusto animaba matrimonios entre las familias de los reyes aliados romanos. El rey Herodes el Grande de Judea casaba a sus hijos con parientes o con sus súbditos. Sin embargo, Herodes quería que su hijo Alejandro se casase con una princesa extranjera. Herodes negoció una alianza matrimonial con Arquelao.
Entre el 18 y 17 a. C.  en la corte de Herodes en Jerusalén, Glafira casó con Alejandro. Arquelao proporcionó a Glafira una dote, que Herodes más tarde le devolvió. El matrimonio entre Alejandro y Glafira se describe como feliz. Glafira se volvió judía debido a su casamiento y adoptó el judaísmo aunque no se hace ninguna mención de su conversión en el relato de su primer matrimonio. Glafira dio a Alejandro tres hijos: 2 niños, Tigranes y Alejandro, y una niña den nombre desconocido. Los nombres de sus hijos reflejan su ascendencia cultural y real. 
En la corte de Jerusalén, Glafira se volvió una molestia por su actitud pretenciosa, citando su ascendencia paterna de los reyes de Macedonia, y su ascendencia materna de los gobernantes de Persia.  Se burló de la princesa Salomé y las esposas de Herodes acerca de su baja ascendencia. Glafira se burló de la hija de Salomé, Berenice, tratándola «con indignación», aunque eran de igual rango. Su actitud hizo que el marido de Berenice, el príncipe Aristóbulo IV describiera a Berenice como «una plebeya, una mujer del pueblo». Salomé, a su vez extendió el rumor de que «Herodes estaba perdido de amor por Glafira y que su pasión era difícil de mitigar». Esto enfureció al marido de Glafira, Alejandro y le alejó de su padre. Las mujeres en la corte empezaron a odiar a Glafira y Alejandro. La impopularidad de Glafira llevó a crear rumores sobre Alejandro y Aristóbulo IV. Herodes llegó a creer que estaban conspirando contra él.
Con el permiso de Augusto, Herodes ejecutó a Alejandro y Aristóbulo en 7 a. C. Herodes también cuestionó la lealtad de Glafira, y la envió de vuelta a Capadocia, pero mantuvo la custodia de sus hijos. El regreso de Glafira no rompió las relaciones amistosas entre los dos reinos.

## Vida después de Alejandro y segundo matrimonio
Cuando Herodes murió en 4 a. C. en Jericó, los hijos de Glafira fueron a vivir a Capadocia con ella. Renunciaron al judaísmo y abrazaron su herencia griega, incluyendo la religión, pero sus conexiones familiares con la dinastía herodiana no se rompieron.
Entre 2 a. C. - 2 d. C. El rey aliado romano Juba II de Mauritania  recorría el Mediterráneo Oriental con el nieto de Augusto, Cayo César. Durante este viaje Juba II conoció a Glafira. Se enamoraron y se casaron antes del 6 d. C. La anterior consorte de Juba II, Cleopatra Selene II, presumiblemente había muerto antes. (Algunas monedas de Cleopatra Selene II se han fechado en 17 d. C., lo que sugiere que ella todavía estaba viva entonces, aunque es poco probable que el romanizado Juba II haya tenido un matrimonio polígamo, si bien su padre sí fue polígamo).
Por lo tanto Glafira se convirtió en reina de Mauritania. Su matrimonio con Juba II fue aparentemente breve: no hay rastro de su nombre en las inscripciones del norte de África. Sin embargo, una inscripción honorífica a ella se hizo en Atenas.:

Ή βουλή καί [ό δ]ήμος [Β]ασίλισσαν [Γλυφύραν] βασιλέω[ς] Άρχέλάου θυρ[ατέρα], βασιλέως Ίοβ[ά] γυναίκ[α άρε]τής έν[ε]κα.
 
La Boulé y Demos honran a la reina Glafira, hija del rey Arquelao, y esposa del rey Juba a cuenta de su virtud.

## Tercer matrimonio
Durante su segundo matrimonio, ella se reencuentra con Herodes Arquelao (medio hermano de su primer marido, y ahora etnarca romano de Samaria, Judea, y Edom). Él era hijo de Herodes el Grande y de su tercera esposa, Maltace. Se enamoraron y decidieron casarse. Para ello, Glafira se divorció de Juba II, y Herodes Arquelao se divorció de su primera esposa, su prima Mariamna.
Glafira y Herodes Arquelao se casaron, mientras que Herodes Arquelao era etnarca. El matrimonio de una viuda con su ex cuñado, violaba las leyes judías del levirato. Se consideraba inmoral por los judíos y causó un gran escándalo religioso en Judea.
El matrimonio de Glafira y Herodes Arquelao lamentablemente no tuvo un final feliz. Poco después de la boda, Glafira supuestamente soñó que su primer marido se puso a su lado y le reprochó por no serle fiel. Ella no sólo había tenido un segundo matrimonio, peor aún, había regresado y desposado con su cuñado. En el sueño, Alejandro le dijo a Glafira que él ahora la iba a reclamar como suya. Ella le dijo a sus amigos del sueño y murió dos días después.
En los tiempos de la muerte de Glafira, Augusto destituyó a Herodes Arquelao como etnarca debido a su crueldad, y le desterró a Vienne en la Galia. Es incierto si Glafira murió antes o durante su exilio.  Su muerte supuestamente complació a las mujeres de la corte de Judea.